# Hebe (automòbil)
Hebe fou una marca catalana d'automòbils, fabricats per l'empresa Fábrica Española de Automóviles Hebe a Barcelona entre 1920 i 1922. L'empresa, de petit volum i dirigida per Pere Damián, prenia el nom de la deessa mitològica de la joventut (Hebe, filla de Zeus i Hera) i tenia les seus repartides entre els números 239-241 del carrer Rosselló i el 117 de la Rambla Catalunya. El logotip d'Hebe consistia en un oval esmaltat amb la marca escrita a dins i orlat amb dues ales laterals, l'una amb els colors de la bandera espanyola d'aleshores i l'altra amb els de la que esdevingué la de la segona República espanyola el 1931, amb la franja morada.
El 1920, Hebe va produir una sèrie de cotxets de 6/8 HP que s'oferien en tres formats: el tradicional esportiu d'autocicle, el de petit sedan tancat i el de petita camioneta de repartiment. Se suposa que els motors eren els aleshores habituals Ruby francesos de 903 cc, els mateixos que muntaven els Loryc.